# Avenida de los Insurgentes

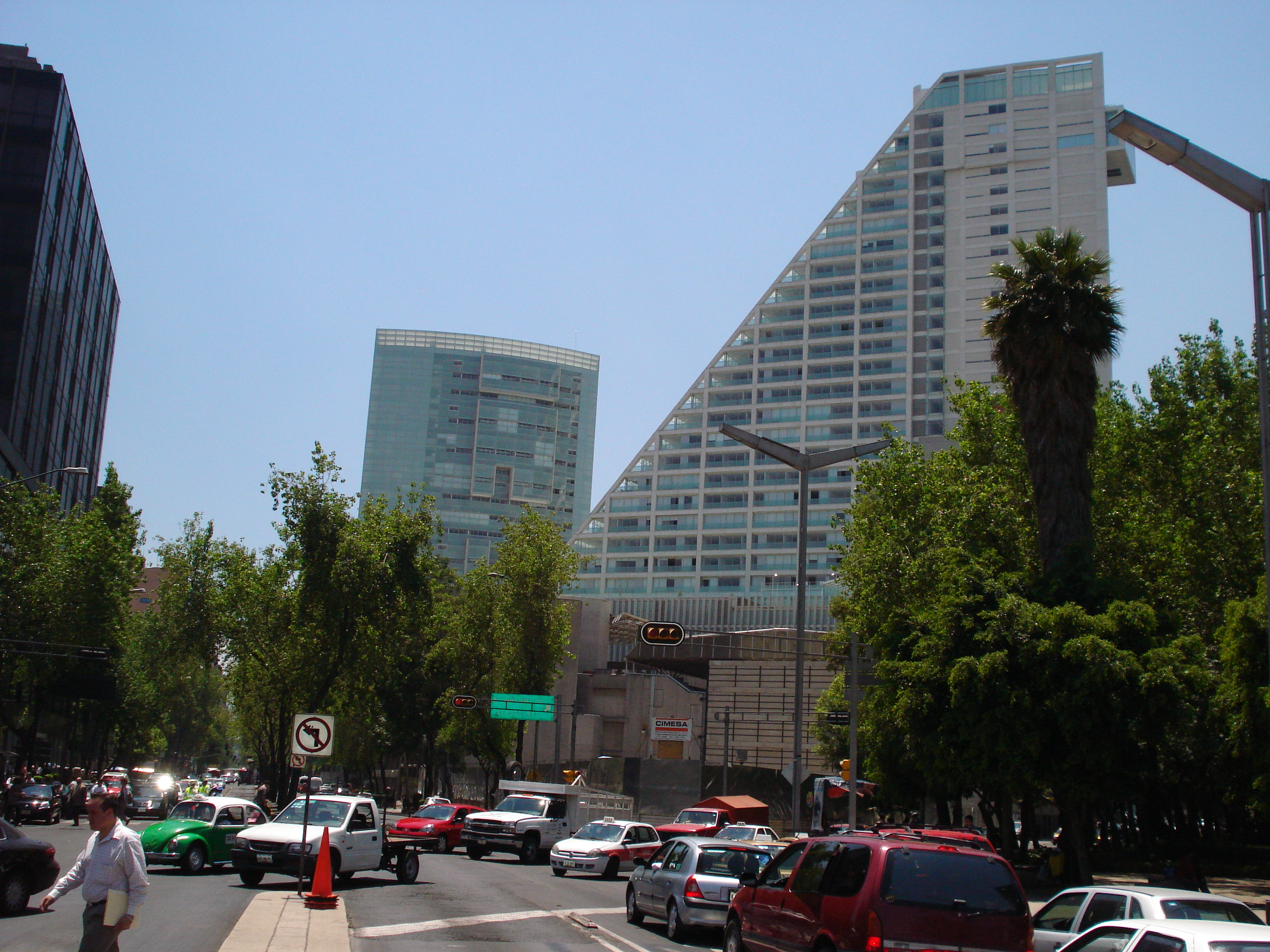
Avenida de los Insurgentes nabij Paseo de la Reforma

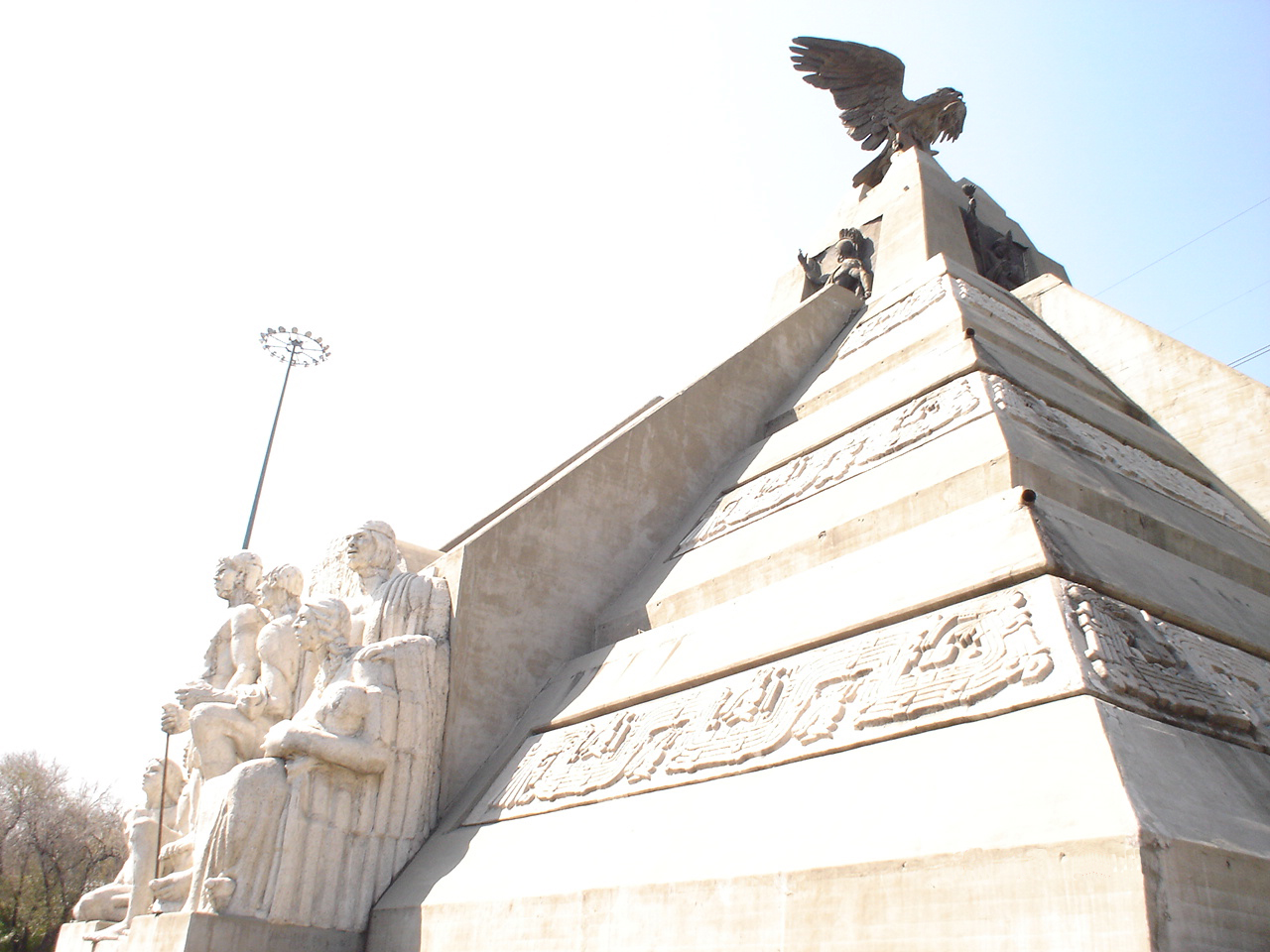
Esquina monument.

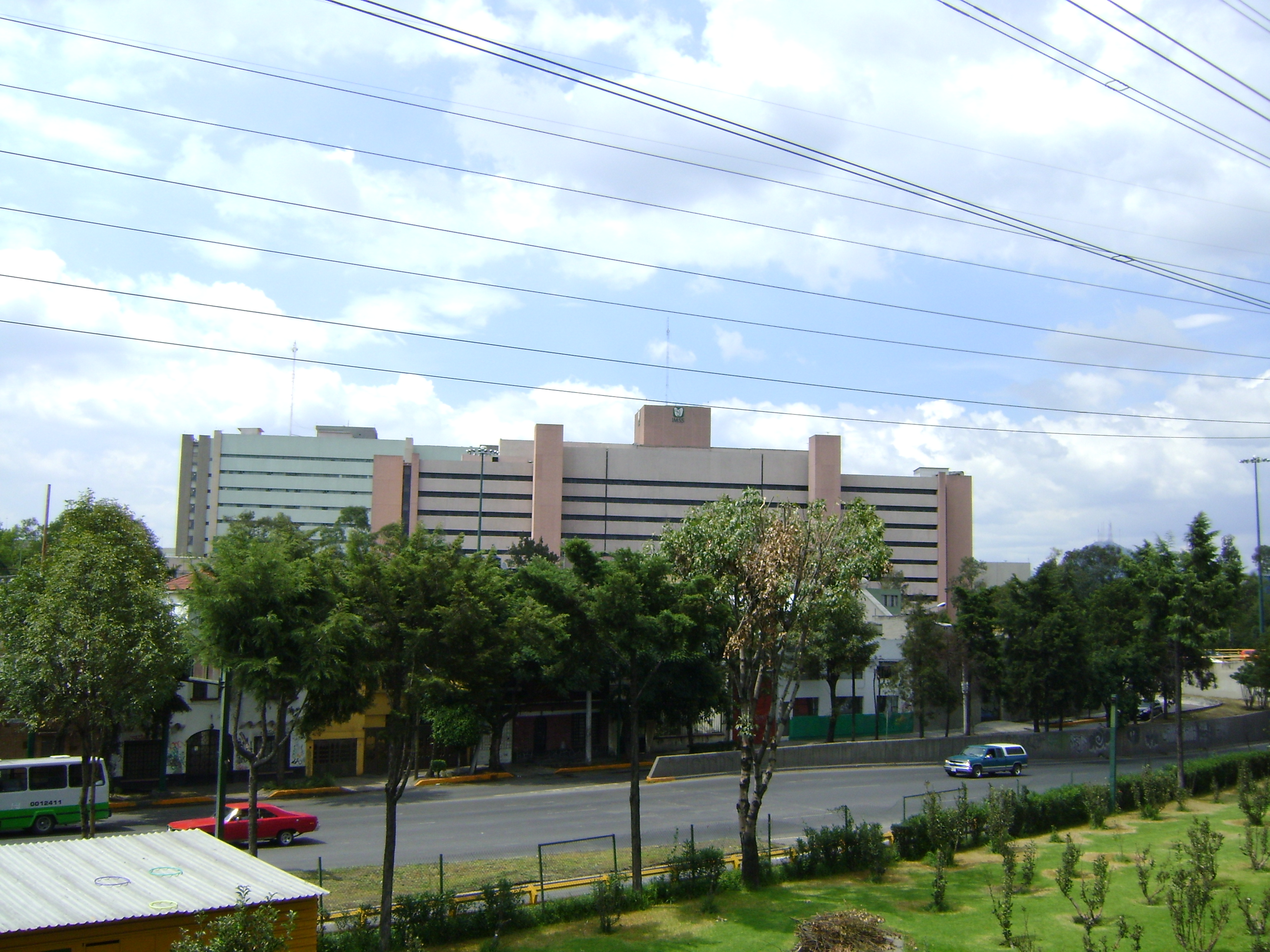
Hospital La Raza

De Avenida de los Insurgentes (' Laan van de Opstandelingen ') is een straat in Mexico-Stad.
De straat loopt van het noorden naar het zuiden van Mexico-Stad. Met een lengte van 28,8 kilometer wordt het vaak de langste straat binnen een stad ter wereld genoemd. In 2005 werd in de Avenida de los Insurgentes de Metrobús, een vorm van hoogwaardig openbaar vervoer geopend. De Avenida de los Insurgentes is deel van de Pan-Amerikaanse Snelweg.
In de Mexicaanse versie van Monopoly is de Avenida de los Insurgentes de duurste straat.